# Lunar Surface Access Service
Lunar Surface Access Service (LSAS, deutsch: „Mondoberflächen-Zugangsdienst“) ist eine von dem europäischen Raumfahrt- und Technologiekonzern OHB angekündigte Dienstleistung für Transporte zur Mondoberfläche. OHB möchte dazu einen Mondlander verwenden, der von dem israelischen Luft- und Raumfahrtkonzern Israel Aerospace Industries (IAI) entwickelt wird. Der Lander soll jeweils 80–110 kg Nutzlast transportieren und acht Tage lang auf der Mondoberfläche in Betrieb bleiben. Die erste Mission war für 2022 angekündigt und wurde auf frühestens 2025 verschoben. Sie soll am Südpol des Mondes landen. LSAS soll eine Marktlücke in der europäischen Raumfahrt schließen, bis in den 2030er Jahren ein eigener europäischer Mondlander einsatzbereit ist.

## Entwicklung
OHB und Israel Aerospace Industries (IAI) unterschrieben im Januar 2019 eine Kooperationsvereinbarung zur Entwicklung des Landers für LSAS. Er soll auf dem von IAI zusammen mit SpaceIL entwickelten Mondlander Beresheet basieren. Beresheets Landung auf dem Mond misslang 2019. OHB ist der Generalunternehmer und übernimmt die Zusammenarbeit mit den Kunden, Nutzlastenauswahl und -integration sowie den Start- und Missionsbetrieb.
Neben den 80–110 kg Nutzlastkapazität zur Mondoberfläche soll LSAS zusätzliche Nutzlasten in Mondumlaufbahnen befördern können. Für den Betrieb auf dem Mond soll der Lander über zwei robotische Arme verfügen, die Nutzlasten absetzen oder Bodenproben einsammeln können.
Im April 2025 wurde bekannt, dass IAI seine Mondlander-Entwicklungstätigkeit wegen Finanzierungsschwierigkeiten für unbestimmte Zeit ausgesetzt hat.

## Kunden und geplante Missionen
Im Oktober 2021 unterschrieb OHB eine Vereinbarung mit dem israelischen Start-up Helios zur Beförderung von wissenschaftlichen Experimenten zur Gewinnung von Metallen und Sauerstoff aus Monderde auf den ersten drei LSAS-Missionen.
Im Juni 2022 unterschrieb OHB eine Absichtserklärung mit dem Start-up The Exploration Company zum Test eines bei der Exploration Company in Entwicklung befindlichen Mondflug-Navigationssystems (Guidance, Navigation & Control system, GNC). Es soll während des ersten LSAS-Flugs virtuell eingesetzt werden, ohne den Mondlander zu steuern. Später soll es die in Entwicklung befindliche Raumkapsel Nyx Moon der Exploration Company steuern.
Im Juli 2022 stellte OHB drei LSAS-Mondmissionen in diesem Jahrzehnt in Aussicht. Die erste Mission solle 2025 am Südpol des Mondes landen, die beiden weiteren Missionen könnten 2027 und 2029 stattfinden.